# Makuru Furuhashi
Makuru Furuhashi (jap. 古橋 真来, Furuhashi Makuru; * 30. September 1993 in Nikkō, Kantō) ist ein japanischer Eishockeyspieler, der seit 2016 bei den Nikkō IceBucks aus der Asia League Ice Hockey unter Vertrag steht.

## Karriere
Makuru Furuhashi begann mit dem Eishockey bei Nikkō Meiho High School, wo er als 18-Jähriger in der Japanese High School League spielte. Während seines Studiums spielte er für die Mannschaft der Chūō-Universität. Seit 2016 spielt er mit den Nikkō IceBucks in der Asia League Ice Hockey. Beim Japan Cup der Asia League 2022, der aufgrund der COVID-19-Pandemie anstelle der Liga ausgetragen wurde, wurde er als Topscorer in das All-Star-Team gewählt.

### International
Für Japan nahm Furuhashi im Juniorenbereich an den U20-Weltmeisterschaften 2012, als er zum besten Spieler seiner Mannschaft gewählt wurde, in der Division I und U20-Weltmeisterschaft 2013, wo er zweitbester Vorbereiter hinter dem Niederländer Tony Ras war und die beste Plus/Minus-Bilanz des Turniers aufwies, in der Division II teil. Zudem vertrat er seine Farben beim IIHF Challenge Cup of Asia 2012, bei dem die Japaner hinter den russischen MHL Red Stars die Silbermedaille gewinnen konnten, wozu Furuhashi als Topscorer maßgeblich beitrug. Darüber hinaus nahm er auch an den Winter-Universiaden 2013 im Trentino und 2015 in Granada teil.
Für das japanische Herren-Team spielte er erstmals bei den Winter-Asienspielen 2017, als er mit seiner Mannschaft hinter Kasachstan und Südkorea die Bronzemedaille gewann. Im selben Jahr nahm er auch an der Weltmeisterschaft der Division I teil. Auch 2018, als er die beste Plus/Minus-Bilanz des Turniers erreichte, 2019, 2022 und 2023 spielte er in der Division I. Zudem vertrat er seine Farben bei der Olympiaqualifikation für die Winterspiele in Peking 2022.

## Privates
Sein Vater ist der Schauspieler Katsunobu Itō. Furuhashi studierte an der Chūō-Universität.

## Erfolge und Auszeichnungen
- 2012 Silbermedaille beim IIHF Challenge Cup of Asia
- 2012 Topscorer beim IIHF Challenge Cup of Asia
- 2013 Aufstieg in die Division I, Gruppe B, bei der U20-Weltmeisterschaft der Division II, Gruppe A
- 2013 Beste Plus/Minus-Bilanz bei der U20-Weltmeisterschaft der Division II, Gruppe A
- 2017 Bronzemedaille bei den Winter-Asienspielen
- 2018 Beste Plus/Minus-Bilanz bei der Weltmeisterschaft der Division I, Gruppe B
- 2022 Topscorer und All-Star-Team des Japan Cups der Asia League Ice Hockey
- 2023 Aufstieg in die Division I, Gruppe A, bei der Weltmeisterschaft der Division I, Gruppe B

## Asia-League-Statistik
(Stand: Ende der Saison 2022/23)